# Hakkas (commune de Gällivare)
Pour l’article homonyme, voir Hakkas.
Hakkas est un village suédois de la commune de Gällivare située dans le comté de Norrbotten. 
Sa population était de 360 habitants en 2019. 